# Anders Lindgren (konstnär)
Anders Seved Valentin Lindgren, född 7 september 1933 i Vimmerby, död 2018, var en svensk målare.
Lindgren var som konstnär autodidakt. Han skildrade i sin konst i enkla vardagshändelser som han sammanflätade med sina egna drömmar till en lätt absurd bildframställning. Bland hans offentliga arbeten märks tre väggmålningar för Kalmar läns landsting. Han tilldelades Vimmerby kommuns kulturpris 1992. Lindgren är representerad vid Statens konstråd, Smålands konstarkiv, Kalmar konstmuseum,  Jönköpings läns museum och i ett antal kommuner.
Han gifte sig 1955 med Gertrud Ida Elisabet Karlsson (född 1938).